# 帕基人
帕基人（英語：Tai Phake），是生活在印度阿薩姆邦與阿鲁納恰爾邦的台語民族。截至1990年，其人口為5000人，其中包括不到250個家庭。泰國的詩琳通公主曾參觀他們的村莊，並能夠具有很好的相互溝通。

## 歷史
帕基人相信是從勐卯遷徙來的，在十八世纪到緬甸，之後遷徙到阿薩姆邦。在19世紀初被阿豪姆王國統治，當緬甸人入侵阿薩姆，他們和其他的撣族被緬甸當局勒令返回孟拱，他們在中途没再走定居於现在地方。

## 村莊
他們分布於阿薩姆邦與阿鲁納恰爾邦邊界，人口最多的村莊是Namphake村。此外他們還發現在Tipamphake，Borphake，Manmau，Namchai，Manlong,，Nanglai，Ninggum，Phaneng，Lalung（Bordumsa）的村莊。

## 經濟
帕基人的主要職業是農業。他們種植的作物有水稻，芥菜，土豆，除了農業，他們也有其他收入來源，如養黄牛，水牛、捕鱼。

## 行政架構
帕基人本質上是民主的和簡單的。雖然人們不具備任何正式的議會，但由村長為首的村長老大會行使最高的法律和司法權力。在人民群眾中的任何爭議，由村長為首的村民會議裁決和解决。

## 婚姻
帕基人通常在社區同族内結婚，社會基本上是宗法的兒子繼承了他父親的財產。它們是一夫一妻制，雖然一夫多妻制並不禁止。他們通常不與外族有任何婚姻關係，寡婦再婚和交表婚也有發生。離婚是不尋常的事，在長老會議有决定前仍被視為有效。

## 信仰
帕基人信仰上座部佛教，但也信仰萬物有靈論，會使用巫術和咒语。

## 語言
帕基人持雙語，他們彼此之間說帕克傣语，對外人説阿薩姆語。帕基語類似撣語，他們有自己獨立的字母，並且還都保留手稿。大多是宗教經文。
由於信仰上座部佛教，一些帕基人也能看懂巴利文。

## 房子
他們與其他泰人一樣住干欄式建築，木材和竹子都在他們的建築中使用。

## 飲食習慣
帕基人主食是水稻，餐點包括熟食或米飯裹加入香蕉。這個餐點包括肉，魚，蛋，蒸米飯，乾魚，酸魚，乾肉，年糕。茶是他們最喜愛的飲料。

## 死亡
火葬是正常死亡的規定儀式，對於不正常的死亡則行土葬。在正常情況下死亡的第七天舉行淨化儀式，村民們用盛宴和禮品齋僧是他們的淨化儀式的顯著特徵。和尚的屍體處理有特殊的規定，要保存一年，來年邀請另一村的和尚舉行火化儀式。